# Matías Aguirregaray
Matías Aguirregaray (Porto Alegre, 1 april 1989) is een Uruguayaans voetballer die doorgaans als verdediger speelt. Hij verruilde Estudiantes in juli 2017 transfervrij voor Club Tijuana. Aguirregaray debuteerde in 2012 in het Uruguayaans voetbalelftal.

## Clubcarrière
Aguirregaray maakte zijn professionele debuut in 2007 voor de club Peñarol, waar hij daarna nog vier jaar zou spelen. Tijdens deze vier jaar kwam hij tot 66 wedstrijden en 2 doelpunten. Vervolgens ging hij in Spanje spelen voor Terrassa FC, waar hij geen enkele wedstrijd speelde maar wel een Spaans paspoort kreeg zodat hij in de toekomst makkelijker van club zou kunnen wisselen in Europa.
Vervolgens ging Aguirregaray terug naar Uruguay en ging spelen voor Montevideo Wanderers. Op 24 augustus 2011 werd bevestigd dat hij op huurbasis had getekend voor de Italiaanse club Palermo. Na een nieuwe verhuurperiode bij CFR Cluj kwam Aguirregaray terug bij Peñarol, waar hij in 2013 14 wedstrijden speelde. Daarna tekende hij een contract bij Estudiantes.

## Interlandcarrière
Aguirregaray deed in 2009 mee aan het Zuid-Amerikaans jeugdkampioenschap en het WK onder 20. In september 2012 werd hij voor het eerst opgeroepen voor het Uruguayaans voetbalelftal voor twee kwalificatiewedstrijden voor het WK 2014. Hij maakte op 14 november 2012  zijn debuut, in een oefeninterland in en tegen Polen, net als aanvaller Cristhian Stuani.

## Privé
Aguirregaray is de zoon van Óscar Aguirregaray, een oud-voetballer die onder andere speelde voor Peñarol.
1 Cillessen ·
2 Park ·
3 Mármol ·
4 Suárez ·
5 J. Muñoz ·
6 González ·
7 Pejiño ·
8 Campaña ·
9 Cardona ·
10 Moleiro ·
11 B. Ramírez ·
12 Loiodice ·
13 Horkaš ·
14 Fuster ·
15 McKenna ·
16 McBurnie ·
17 Mata ·
18 Rozada ·
19 S. Ramírez ·
20 Rodríguez  ·
21 Gil ·
22 Sinkgraven ·
23 Á. Muñoz ·
24 Januzaj ·
25 Valles ·
28 Herzog ·
29 Essugo ·
37 Silva ·
Coach: Carrión
· Assistent-coach: Cisma